# Blankenberg (Türingia)
Blankenberg település Németországban, azon belül Türingiában. Lakosainak száma 902 fő (2017. december 31.).

## Népesség
A település népességének változása:

| 2014 | 955 |
| 2017 | 902 |